# Akersluis
De Akersluis (sluis nr. 102), is een sluis en ligt bij het oude dorp Sloten en de Molen van Sloten in het Amsterdamse stadsdeel Nieuw-West.
De sluis is onderdeel van een rond 1960 gegraven verbinding tussen de Slotervaart in de Westelijke Tuinsteden en de Ringvaart van de Haarlemmermeerpolder, waarmee er een toegang voor het vaarverkeer vanuit het zuidwesten ontstond. Sinds 1952 was er al een waterloop naar het Akergemaal, dat bij deze sluis ligt, aanwezig.
In de Ringvaart van de Haarlemmermeerpolder (deel van Rijnlands boezem), is het waterpeil 60 cm beneden NAP. Het hoogteverschil tussen de Ringvaart en de Slotervaart (waterpeil 2,10 meter beneden NAP) bedraagt 1,50 meter.
Sinds juni 2010 wordt de Akersluis op afstand bediend vanaf de Nieuwe Meersluis (sinds 2011 via het hoofdkantoor van Waternet), op aanvraag via telefoon of marifoon.
Naast de sluis bevindt zich het Gemaal Akersluis (1952), ook wel Gemaal Sloten of Akergemaal genoemd.